# Royal Navy

De White Ensign; de vlag van de Royal Navy

De Royal Navy is de militaire vloot van het Verenigd Koninkrijk. De naam kwam in gebruik vanaf het samengaan van de koninkrijken Engeland en Schotland in 1707.

## Geschiedenis
Waarschijnlijk stichtte Alfred de Grote de Engelse marine in de 10e eeuw om de Deense invasievloten te verslaan. In de 16e eeuw werd de Admiraliteit van Engeland opgericht, toen expedities werden uitgerust om de Nieuwe Wereld te verkennen (zie: Drake) en later ook als escorte van de Indiëvaarders. Meermalen kwam Engeland toen al in conflict met Spanje en in de 16e eeuw raakte het betrokken bij de onafhankelijkheidsstrijd van de Republiek. De vernietiging van de Spaanse Armada in 1588 herinnert daaraan.
Na het einde van die Tachtigjarige Oorlog kwamen de vroegere bondgenoten en inmiddels handelsrivalen in de 17e eeuw tegenover elkaar te staan in de drie Engelse oorlogen. Hoewel die niet ongunstig verliepen voor de Republiek, dankzij admiraals als Maarten Tromp en Michiel de Ruyter, kwam Engeland hieruit in de 18e eeuw uiteindelijk als de sterkere mogendheid naar voren.

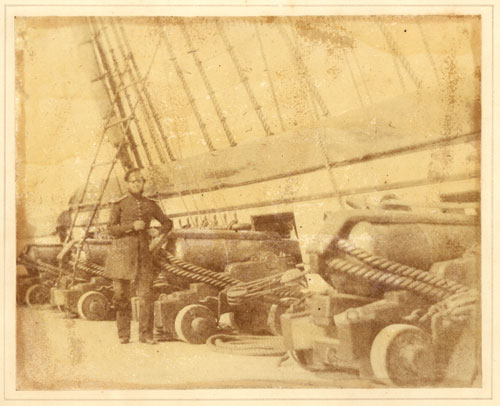
Officier aan boord van HMS Superb 1845

In die tijd was de Royal Navy onbetwist de grootste marine van Europa en daardoor ook van de wereld, zeker na de Napoleontische oorlogen. Een positie die zij wist te behouden tot aan de Eerste Wereldoorlog, waarin zij werd geëvenaard door de marine van de Verenigde Staten. In Azië was inmiddels Japan als nieuwe maritieme mogendheid opgestaan.
Het Verdrag van Washington, in 1922 tot stand gekomen op initiatief van de Verenigde Staten, stelde het Verenigd Koninkrijk nog in staat de positie van de Royal Navy te handhaven. Het verdrag stond gelijkheid toe aan de Verenigde Staten, maar trachtte de Japanse Keizerlijke Marine op 60% van de Britse te houden. Aan de druk van Duitsland, dat vanaf het begin van de jaren dertig de bepalingen van het Verdrag van Versailles probeerde te omzeilen, werd toegegeven door het Duits-Engelse vlootverdrag van 1935, waarbij het Duitsland werd toegestaan de marine uit te bouwen tot 35% van de omvang van de Royal Navy.
Tijdens de Tweede Wereldoorlog speelde de Royal Navy een belangrijke rol in de strijd tegen de Duitsers en - in iets mindere mate - tegen de Japanners. Op diverse fronten, voor de Noorse kust, in de Atlantische Oceaan, de Noordzee en de Middellandse Zee werd hevig strijd geleverd.
Tijdens de oorlog werd de Royal Navy echter definitief overvleugeld door de Amerikaanse marine, die niet alleen streed tegen de Japanse marine, maar ook belangrijk bijdroeg in de oorlog op de Atlantische Oceaan.
Na de Tweede Wereldoorlog nam ook de marine van de Sovjet-Unie in snel tempo in grootte toe en streefde in omvang die van het Verenigd Koninkrijk voorbij. Tijdens de Suezcrisis in 1956 bezette het Verenigd Koninkrijk, samen met Frankrijk, het Suezkanaal in Egypte, maar onder druk van de Verenigde Staten en de Sovjet-Unie moest deze actie snel worden opgeven. Dit toonde hoezeer de machtsverhoudingen waren veranderd. Ten gevolge van de dekolonisatie in de jaren zestig en teruglopende budgetten werd de rol van de Royal Navy minder belangrijk en werd zij steeds meer teruggetrokken tot Europa en de noordelijke Atlantische Oceaan. In de jaren zestig kreeg de Royal Navy een nieuwe rol toebedeeld: nucleaire afschrikking. Met Amerikaanse technische steun werden vier onderzeeboten gebouwd die werden uitgerust met Polaris-raketten.
De gewijzigde rol en mogelijkheden van de Royal Navy werden in 1982 onderstreept door de Falklandoorlog in 1982, die - hoewel relatief klein van omvang - slechts met grote moeite en betrekkelijke grote verliezen gewonnen kon worden, dankzij de inzet van een onevenredig groot deel van de Royal Navy. Tijdens deze oorlog kregen de Britten toegang tot Amerikaanse satellietbeelden, die van grote waarde waren voor het verloop van die oorlog.
Het einde van de Koude Oorlog in 1989 bracht voor de Royal Navy verdere bezuinigingen met zich mee. Net als in andere landen had een heroriëntatie plaats, die er toe leidde dat de taken van de marine van de oceaan naar de kustgebieden zijn verschoven. Het aantal fregatten en torpedobootjagers is van circa 50 ingekrompen tot circa 30 stuks, maar de amfibische capaciteit is belangrijk versterkt door de aanschaf van een helikoptercarrier en doklandingsvaartuigen.

## Huidige organisatie
De belangrijkste eenheden zijn thans de volgende:
| Type schip                  | Aantal | Klasse                 | Opmerkingen                                   |
| --------------------------- | ------ | ---------------------- | --------------------------------------------- |
| Vliegdekschepen             | 2      | Queen Elizabethklasse  |                                               |
| Amfibische transportschepen | 2      | Albionklasse (LPD)     |                                               |
| Eskaderschepen              | 6      | Type 45 - Daringklasse |                                               |
| Eskaderschepen              | 9      | Type 23 - Dukeklasse   |                                               |
| Onderzeeboten               | 4      | Vanguardklasse         | Met nucleaire aandrijving en Trident raketten |
| Onderzeeboten               | 5      | Astuteklasse           | met nucleaire aandrijving                     |
| Onderzeeboten               | 1      | Trafalgarklasse        | met nucleaire aandrijving                     |
| Mijnenjagers                | 6      | Huntklasse             |                                               |
| Mijnenjagers                | 1      | Sandownklasse          |                                               |
| Hydrografische schepen      | 1      | HMS Scott              | Oceanografisch onderzoeksschip                |
| Hydrografische schepen      | 1      | HMS Cleaner            | Kustvaartuig                                  |
| Hydrografische schepen      | 2      | multi role             |                                               |
| Patrouilleschepen           | 8      | Riverklasse            | Offshore Patrol Vessels                       |
| Patrouilleschepen           | 16     | Archerklasse           | P2000 fast training boats                     |
| Patrouilleschepen           | 2      | 16 m fast patrol class | gestationeerd in Gibraltar                    |

Tankers en bevoorradingsschepen zijn ondergebracht bij de Royal Fleet Auxiliary (RFA). Deze valt onder het Britse ministerie van defensie. De schepen hebben een grotendeels civiele bemanning. RFA-schepen voeren niet de vlag van de marine (de White Ensign) maar de vlag van de Britse overheid (Blue Ensign). Ter onderscheid van andere overheidsorganisatie die de Blue Ensign voeren, tonen ze een anker op de vlag.
| Type schip                  | Aantal | Klasse          | Opmerkingen                                    |
| --------------------------- | ------ | --------------- | ---------------------------------------------- |
| Amfibische transportschepen | 3      | Bayklasse (LSD) | Een 4e schip is in 2011 verkocht aan Australië |
| Tankers                     | 2      | Waveklasse      | Snelle vloottankers                            |
| Tankers                     | 1      | RFA Orangeleaf  |                                                |
| Tankers                     | 2      | Roverklasse     | Kleine vloottankers                            |
| Bevoorradingsschepen        | 3      | Fortklasse      |                                                |
| Helikopteropleidingschip    | 1      | RFA Argus       |                                                |
| Reparatieschip              | 1      | RFA Diligence   |                                                |

De komende jaren wordt een verdere verkleining van de vloot verwacht.
De vliegdienst van de Royal Navy is georganiseerd in de Fleet Air Arm. Deze heeft twee vliegvelden en opereert met helikopters vanaf de meeste grotere schepen. Sinds de uitfasering van de Sea Harrier straaljagers zijn er geen jachtvliegtuigen meer en opereren de vliegdekschepen uitsluitend nog met helikopters.
Het Korps Mariniers (Royal Marines) telt ruim 7.000 manschappen, kent één organieke brigade en werkt nauw samen met het Nederlandse Korps Mariniers in de United Kingdom/Netherlands Amphibious Landing Force.